# Hubert Reitterer
Hubert Reitterer (* 2. Februar 1944 in Wien; † 21. Mai 2025 ebenda) war ein österreichischer Historiker, Altphilologe und Lexikograf.

## Leben
Reitterer studierte ab 1962 an der Universität Wien Geschichte und Klassische Philologie, wirkte jedoch auch als Mitarbeiter im Juweliergeschäft seines Vaters. Von 1974 bis 2008 war er wissenschaftlicher Mitarbeiter für das Österreichische Biographische Lexikon 1815–1950 an der Österreichischen Akademie der Wissenschaften.
Reitterer legte zahlreiche Publikationen auf den Gebieten der Musik- und Theatergeschichte, der Altphilologie und zu weiteren historischen Gebieten vor. Zahllose Artikel verfasste er für das Österreichische Biographische Lexikon 1815–1950 (Fachredaktion für die Bereiche Geisteswissenschaften, Musik- und Musiktheater, Rechtswesen und Religionen) und für Die Musik in Geschichte und Gegenwart, das Oesterreichische Musiklexikon sowie für weitere deutsche und tschechische Fachlexika.
Reitterer war zusammen mit Wilfried Winkler Gesamtredakteur des lateinischen Wörterbuches Der kleine Stowasser sowie zusammen mit Kurt Smolak Herausgeber der lateinischen Schulbuchreihe Orbis Latinus. Er war Vizepräsident der Grillparzer-Gesellschaft.
Ab 1998 war er mit der tschechischen Musikwissenschaftlerin Vlasta Benetková verheiratet.

## Ehrungen
- Berufstitel Professor (2000)
- Österreichisches Ehrenkreuz für Wissenschaft und Kunst (12. Dezember 2007)

## Veröffentlichungen (Auswahl)
- Subtilitas in universalitate - Biographik in Österreich (= Schriften der Wiener Katholischen Akademie 6). Wiener Katholische Akademie, Wien 1994.
- mit Vlasta Reittererová: „Vier Dutzend rothe Strümpfe ...“ Zur Rezeptionsgeschichte der Verkauften Braut von Bedrich Smetana in Wien am Ende des 19. Jahrhunderts (Österreichischen Akademie der Wissenschaften), Wien 2004.